# Leisi (Pöide)
Leisi – wieś w Estonii, w prowincji Sarema, w gminie Pöide.